# Rivière Audoin
Pour les articles homonymes, voir Audoin.
La rivière Audoin coule dans la zec de Kipawa, dans le territoire non organisé des Lacs-du-Témiscamingue, dans la municipalité régionale de comté (MRC) de Témiscamingue, dans la région administrative de Abitibi-Témiscamingue, au Québec, au Canada.
La rivière Audoin est un affluent du lac Audoin (d) lequel est contiguë au lac Hunter (d) et au lac Kipawa ; ce dernier est traversé vers le nord-ouest par la rivière Kipawa.
La rivière coule entièrement en territoire forestier. La principale activité économique de ce bassin versant est la foresterie. La surface de la rivière est habituellement gelée de la mi-décembre à la mi-avril.

## Géographie
La rivière Audoin prend sa source au lac Pommeroy (longueur : 15,5 km en forme de quart de cerceau ouvert vers le sud ; altitude : 284 m). Ce lac s’alimente surtout de la décharge du lac Kikwissi (longueur : 13,9 km orienté vers le nord-ouest ; altitude : 299 m) lequel chevauche les cantons de Senezergues et de McLachlin. Par leur position se continuant sur une même courbe du relief terrestre, les lacs Pommeroy et Kikwissi forment un demi-cerceau ouvert vers le sud, et enclavant les lacs Régenzie, à la Truite et Donney qui sont en position concentrique autour du mont Wakwik.
L’embouchure du lac Pommeroy est située à 36,2 km au nord-est du centre du village de Kipawa, à 53,2 km au sud-est du Lac Simard (Témiscamingue), à 46,3 km au nord-est du centre du village de Témiscaming et à 62,7 km au sud-est du village de Ville-Marie.
Les bassins versants voisins sont :
- Côté nord : rivière Ostaboningue, Lac Pommeroy, lac Saseginaga ;
- Côté est : lac Kikwissi ;
- Côté sud : lac Kipawa, Lac Hunter, rivière Kipawa, lac Sunnyside ;
- Côté ouest : rivière des Lacs, rivière Kipawa, rivière des Outaouais.

À partir du lac Pommeroy, la rivière Audoin coule sur 30 km selon les segments suivants :
- 3,0 km vers le sud-ouest, jusqu'à l’embouchure du lac du Bouleau ;
- 0,7 km vers le sud, jusqu'à la rive nord du lac Hunter’s Point ;
- 5,4 km vers le sud-ouest, en traversant la partie nord du lac Hunter’s Point (altitude : 270 m) lequel reçoit sur sa rive nord les eaux de la rivière Ostaboningue et la décharge des lacs Pothier et Kilbaride, ainsi qu’en passant face à la presqu’île du village de Hunter’s Point, jusqu'au détroit séparant les deux parties du lac ;
- 2,8 km vers le sud-ouest, en traversant la partie sud du lac Hunter’s Point, jusqu'à son embouchure ;
- 1,5 km vers le sud, jusqu'au fonds de la baie nord du lac Audoin[1].
- 16,6 km en traversant le lac Audoin jusqu'à sa confluence.

La rivière Audoin se décharge dans le canton Atwater au fond d’une longue baie (en forme de banane ouverte vers l'est) de la rive nord du lac Audoin lequel se décharge dans le lac Kipawa que traverse la rivière Kipawa. Cette confluence de la rivière Audoin est située dans le territoire non organisé des Lacs-du-Témiscamingue, à 21,9 km au nord-est du centre du village de Kipawa, à 31,4 km au nord-est du centre du village de Témiscaming et à 42,5 km à l'est de la confluence de la rivière Kipawa.

## Toponymie
Le toponyme « rivière Audoin » a été officialisé le 5 décembre 1968 à la Commission de toponymie du Québec.